# Pièce montée (pièce de théâtre)
Pour les articles homonymes, voir Pièce montée (homonymie).
Pièce montée est une pièce de théâtre de Pierre Palmade écrite en 1991 et jouée par Jacqueline Maillan, à la Comédie des Champs-Élysées, de décembre 1991 jusqu'à sa mort en mai 1992.

## Argument
La pièce est le monologue d'une femme qui se prépare à recevoir famille et amis pour son anniversaire. Françoise passe de réflexions humoristiques en remarques grinçantes, alternant des moments tendres et drôles, exprimant ses colères et dévoilant ses amours…

## Anecdotes
Lors de cette pièce, Jacqueline Maillan évoque Pouic-Pouic, un film de Jean Girault dans lequel elle avait joué en 1963, aux côtés de Louis de Funès.